# Maria Ana do Carmo của Bồ Đào Nha
Maria Ana do Carmo của Bồ Đào Nha (tên đầy đủ: Maria Ana do Carmo Henrique Teresa Adelaide Joana Carolina Inês Sofia Eulália Leopoldina Isabel Bernardina Micaela Gabriela Rafaela Francisca de Assis e de Paula Inácia Gonzaga; tiếng Bồ Đào Nha: Maria Ana, ngày 13 tháng 07 năm 1861 - ngày 31 tháng 07 1942) là một công chúa của Bồ Đào Nha và Nữ Đại công tước Luxembourg. Cô là thành viên của Nhà Bragança.